# Juri Wassiljewitsch Schumski

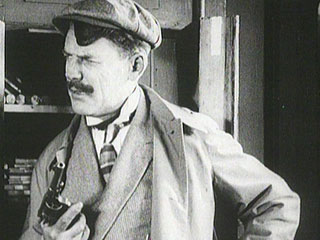
Juri Schumski im Jahr 1927 im Film Benja Krik, Verfilmung der Geschichten aus Odessa

Juri Wassiljewitsch Schumski (russisch Юрий Васильевич Шумский; * 5. Novemberjul. / 17. November 1887greg. in Tiraspol; † 7. Juni 1954 in Kiew) war ein sowjetischer Filmschauspieler und Theaterregisseur.

## Leben und Karriere
Juri Schumski wurde 1887 in eine Arbeiterfamilie im heute transnistrischen Tiraspol geboren. Die Familie zog schon bald nach Cherson, wo Schumski auch die Schule besuchte. Diese musste er jedoch wegen „revolutionärer Aktivitäten“ im Jahr 1906 verlassen. Anschließend begann er als Theaterschauspieler zu arbeiten und organisierte etwa 1917 eine Theatergruppe in Cherson.
In den 1920er-Jahren spielte er in zahlreichen Theatern in der heutigen Ukraine und arbeitete auch als Theaterregisseur, unter anderem in Odessa und Kiew. Er knüpfte auch erste Kontakte zum Film, so spielte er die Hauptrolle im 1926 gedrehten Film Benja Krik, einer Verfilmung von Isaak Babels Geschichten aus Odessa. Auch im 1928 erschienen Notschnoi iswostschik spielte er eine der Hauptrollen. Seine Schauspielkarriere wurde schließlich durch den Zweiten Weltkrieg unterbrochen.
Nach dem Krieg hatte er noch zahlreiche Filmauftritte, so unter anderem im 1948 erschienen Zweiteiler Die Stalingrader Schlacht. 1949 wurde er als Volkskünstler der UdSSR ausgezeichnet, 1950 und 1951 erhielt er den einige Jahre später abgeschafften Stalinpreis.
Schumski starb am 7. Juni 1954 mit 66 Jahren in Kiew.

## Filmografie
- 1926: Benya Krik
- 1926: Vasya reformator
- 1949: Die Stalingrader Schlacht – Teil 1
- 1949: Die Stalingrader Schlacht – Teil 2
- 1953: Kalinovaya roshcha